# کانون انسان پاک، زمین پاک
کانون انسان پاک، زمین پاک، یک نهاد غیر دولتی، زیست‌محیطی و غیر انتفاعی در ایران است. هدف اصلی راه‌اندازی این نهاد، اطلاع رسانی در خصوص کاهش معضلات زیست محیطی با توجه به گرمایش زمین و حفظ میراث آن می‌باشد. این نهاد، به واسطه فعالیت‌های زیست‌محیطی‌اش، موفق به دریافت تقدیرنامه‌های متعدد از مراجع آکادمیک و نهادهای بین‌المللی زیست‌محیطی شده‌است.،
از همکاران این نهاد می‌توان به دکتر غلامعلی بسکی اشاره کرد.